# Gianluigi Buffon
Gianluigi Buffon (født 28. januar 1978) er en tidligere italiensk professionel fodboldmålmand. Han spillede senest for den italienske Serie B klub Parma, hvor han også begyndte sin karriere tilbage i 1995. 
Buffon har rekorden for flest kampe i Serie A - 657.
Buffon begyndte sin karriere i Parma, hvor han spillede i 6 år, inden han skiftede til Juventus hvor han spillede 19 sæsoner og vandt 13 Serie A mesterskaber, 5 Coppa Italia og 5 Supercoppa Italiana. Senere skiftede han til den franske klub Paris Saint Germain, men vendte tilbage til Juventus året efter 2019, inden han i sommeren 2021 vendte tilbage til Parma. Han har siden 1997 spillet 176 landskampe (pr. 20. august 2021) og var med både ved VM i fodbold 2002, på det vindende italienske mandskab ved VM i fodbold 2006 og han var også med til at nå finalen med Italien ved EM i fodbold 2012. Han er blevet kåret til verdens bedste målmand i 2003, 2004, 2006, 2007 og 2017.